# Guillaume Fitz Walter De la Mare
Guillaume Fitz Walter De la Mare (n. 990) fue un noble normando, señor de Sainte-Opportune-la-Mare, hijo de Walter Fitz Herbert De La Mare y Arabella de Bellême. Casó con Louisa de Goz, nieta de Ansfrid II le Goz, vizconde de Avranches, y Adelisa de Bretaña, condesa de Ponthieu y Bretaña. De esa relación nació Norman Fitz Guillaume De la Mare, uno de los grandes señores feudales normandos que participó en la conquista de Inglaterra con Guillermo el Bastardo.